# Beizen (Kochen)
Unter Beizen versteht man beim Kochen das Einlegen beispielsweise das Einreiben eines Lebensmittels. Zumeist werden rohes Fleisch oder Fisch gebeizt, um Geschmack zu verleihen, Geschmack zu entziehen oder auch um das Produkt haltbar zu machen. Dabei unterscheidet man zwischen einer trockenen und einer nassen Beize. Auch Gemüse kann gebeizt werden, wobei man hier eigentlich von einem Marinieren nach dem Garen spricht, wie beispielsweise beim italienischen Antipasti-Gemüse. Die Beize wird anschließend verworfen oder mit Brühe oder Rotwein zur Sauce verfeinert.

## Anwendungen und Wirkungsweisen

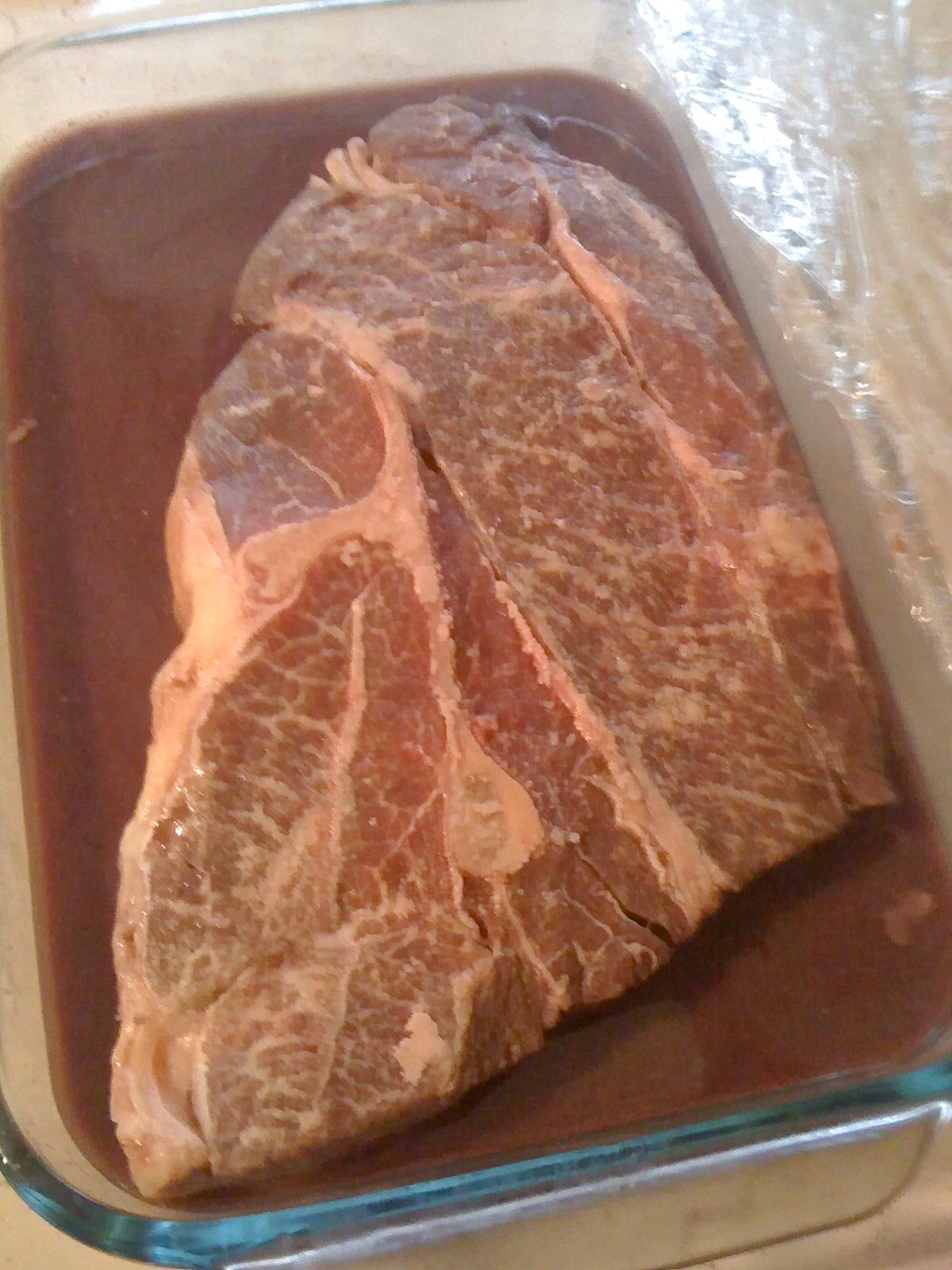
Beizen eines rohen Rinderbratens durch Marinieren in Rotwein

Beim Beizen zum Verleihen eines Aromas, das nach dem Garvorgang hervorgehoben werden soll, existieren zweierlei Varianten.

### Trockene Beize
Die trockene Beize besteht aus einer Mischung von vorwiegend Salz und etwas Zucker sowie verschiedenen Gewürzen. Hierbei wird beispielsweise ein Steak einige Zeit vor dem Braten eingerieben, um es mürber (weicher) zu machen. Auch trockene Schinkenprodukte werden durch Beizen aromatisiert bzw. gepökelt und meist anschließend geräuchert oder luftgetrocknet.
Auch beim skandinavischen graved Lachs wird eine trockene Beize aufgetragen, die nach einigen Tagen wieder abgewaschen und durch gehackte Dillspitzen ersetzt wird. Dadurch wird dem Lachsfilet Wasser entzogen und das Produkt haltbar gemacht.

### Nasse Beize
Eine nasse Beize wird in der Küche beispielsweise für Wildfleisch verwendet, um einen eventuellen „Hautgout“ (Wildgeschmack) zu mindern, der bei zu warm oder zu lange abgehangenem Wild sehr kräftig sein kann. Das Einlegen in Buttermilch ist beispielsweise eine weit verbreitete Variante.
Eine andere Variante der nassen Beize wird in der Metzgerei verwendet. Hierbei wird eine sogenannte Pökellake in das Schinkenfleisch eingespritzt, die für die Durchrötung des Schinkens während des Garvorgangs verantwortlich ist. Hier werden der Pökellake auch Aromen und Gewürze beigemengt, die so in das Schinkenfleisch übergehen.
Sauerbraten wird vor dem Garen mehrere Tage in eine essighaltige Beize eingelegt, Barbarie-Entenbraten kann man mit Sojasauce und Orangensaft über Nacht beizen.
Beim Beizen oder Marinieren von Gemüsen wird in der Regel ein hochwertiges, kaltgepresstes Olivenöl mit Aromen wie Majoran, Oregano, Thymian oder etwas Essig verwendet. Hierbei wird das Gemüse nach dem Garen mariniert, nicht wie beim Fleisch vorher.